# Andrzej Roman Małecki
Andrzej Roman Małecki (ur. 26 stycznia 1943 w Krakowie, zm. 2 marca 2019 tamże) – polski fizyk, pedagog i działacz społeczny, doktor habilitowany.

## Życiorys
Jego rodzicami byli Cecylia Woźniacka i Mieczysław Małecki. Ukończył studia w zakresie fizyki na Uniwersytecie Jagiellońskim, natomiast w 1970 uzyskał doktorat, a w 1979 uzyskał stopień doktora habilitowanego. Został zatrudniony na stanowisku docenta w Instytucie Fizyki Jądrowej im. Henryka Niewodniczańskiego, a potem otrzymał nominację na stanowisko profesora w Instytucie Fizyki na Wydziale Matematycznym-Fizycznym-Technicznym Uniwersytetu Pedagogicznego im. KEN w Krakowie.
Był założycielem  Stowarzyszenia NE CEDAT ACADEMIA oraz członkiem Rady Towarzystw Naukowych Prezydium Polskiej Akademii Nauk.
W 1998 otrzymał Złoty Krzyż Zasługi. Pośmiertnie w 2019 został odznaczony przez prezydenta RP Andrzeja Dudę Krzyżem Kawalerskim Orderu Odrodzenia Polski za wybitne zasługi w działalności na rzecz kształtowania postaw patriotycznych polskiej młodzieży, za kultywowanie pamięci o bohaterstwie i martyrologii środowisk akademickich w czasie II wojny światowej.

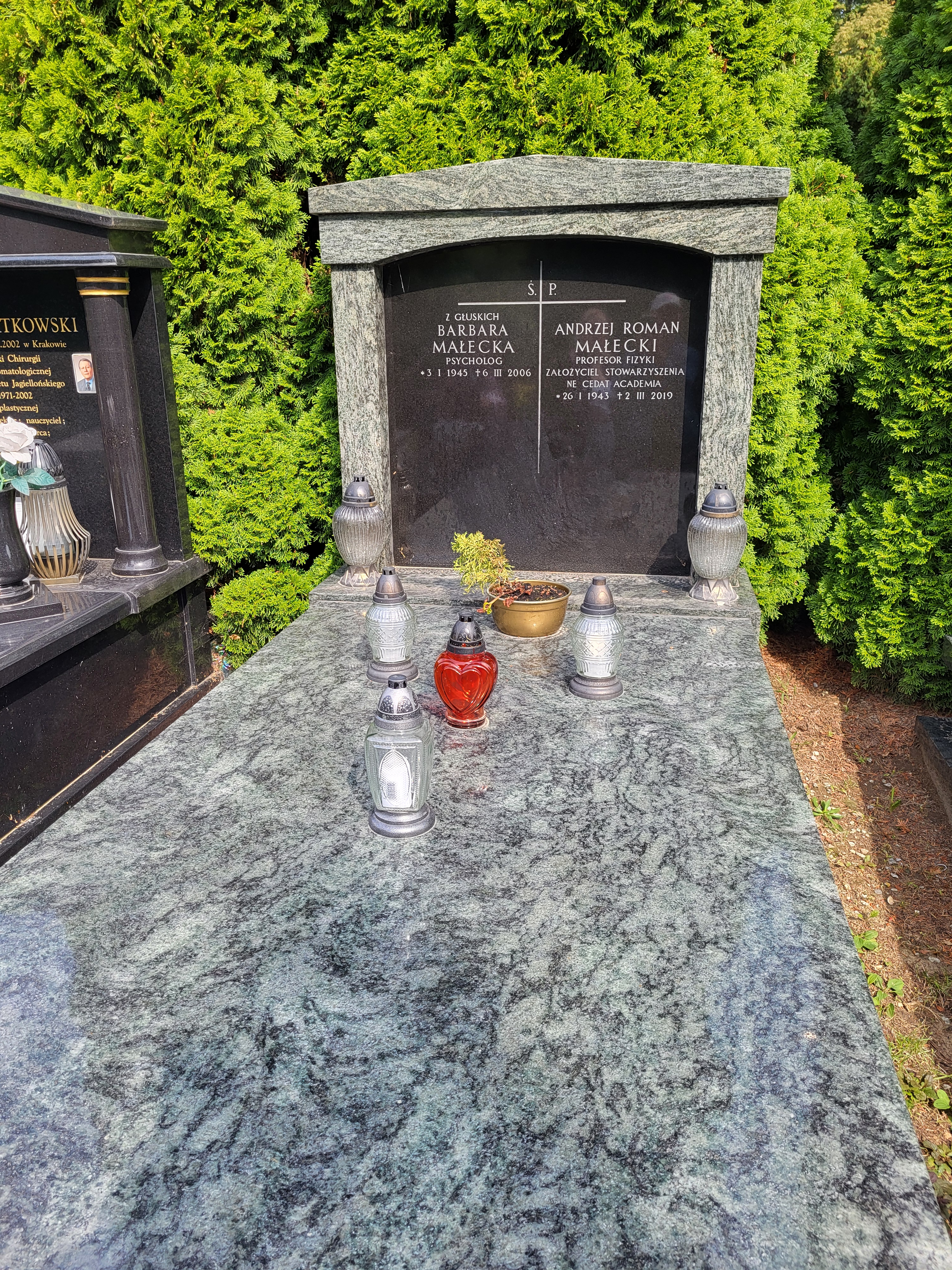
Grób Andrzeja Romana Małeckiego na Cmentarzu Salwatorskim